# Callidula nenia
Callidula nenia is een vlinder uit de familie van de Callidulidae. De wetenschappelijke naam van de soort is voor het eerst geldig gepubliceerd in 1888 door Druce.